# Mimagelasta grisescens
Mimagelasta grisescens är en skalbaggsart som beskrevs av Stefan von Breuning 1939. Mimagelasta grisescens ingår i släktet Mimagelasta och familjen långhorningar. Inga underarter finns listade i Catalogue of Life.